# Криве, Илья Валентинович
Криве Илья Валентинович (8 июля 1948, Москва — 9 января 2021, Харьков) — советский, украинский физик-теоретик, доктор физико-математических наук, профессор, лауреат Государственной премии Украины в области науки и техники, заведующий теоретическим отделом Физико-технического института низких температур имени Б. И. Веркина НАН Украины (2016—2021). Автор работ в областях квантовой теории поля и физики конденсированного состояния.

## Биография
Криве Илья Валентинович родился 8 июля 1948 года в Москве в семье военнослужащего. В 1958 году семья Криве переехала в Харьков. После окончания в 1972 году физико-технического факультета Харьковского государственного университета, работал на факультете младшим, старшим (с 1977), ведущим (с 1988) научным сотрудником. Кандидатскую диссертацию на тему «Фазовые переходы в полевых моделях со спонтанным нарушением симметрии» защитил в 1977 году. Степень доктора физико-математических наук была присуждена в 1988 году. Тема докторской диссертации — «Теория конденсатов в релятивистских моделях при экстремальных внешних условиях». В 1992 году перешёл на работу в Физико-технический институт низких температур имени Б. И. Веркина НАН Украины. Работал в должности ведущего научного сотрудника. С 2016 года до последних дней жизни был заведующим теоретическим отделом ФТИНТ. С 2006 — по совместительству, профессор кафедры теоретической физики физического факультета Харьковского национального университета им. В Н. Каразина. В 2006 году за цикл научных работ «Эффекты спонтанного нарушения симметрии и фазовые преобразования в физике элементарных частиц и физике конденсированного состояния» ему была присуждена Государственная премия Украины в области науки и техники.
Им были прочитаны курсы лекций в Международном центре теоретической физики им. Абдуса Салама (Триест, Италия), в Папском католическом университете (Puc-rio) в Рио-де-Жанейро (Бразилия) .
На протяжении многих лет различные научные учреждения приглашали И. В. Криве для проведения совместных исследований. По приглашению Нобелевского комитета по физике в 2001—2003 он работал в Чалмерском технологическом университете (Швеция), много лет сотрудничал с Технологическим университетом Джорджии (Атланта, США), Гётеборгским университетом (Швеция), Лос-Аламосской национальной лабораторией, Сеульским национальным университетом и Институтом фундаментальных исследований (Республика Корея).
Под руководством И. В. Криве было защищено шесть кандидатских диссертаций. Он был членом экспертного совета Высшей аттестационной комиссии Украины (2012—2017), куратором Харьковского городского физического семинара, руководителем и исполнителем многих международных проектов, членом редколлегии журнала «Физика низких температур».
Илья Валентинович Криве ушёл из жизни 9 января 2021 года в Харькове.

## Научная деятельность
И. В. Криве — представитель харьковской школы теоретической физики, в частности школы А. И. Ахиезера. Его основные работы относятся к квантовой теории поля и физике конденсированного состояния. В начале своей научной работы И. В. Криве занимался исследованиями в области теории взаимодействия элементарных частиц и квантовой теории поля (квантовая электродинамика в сильных полях, низкоразмерные нелинейные модели теории поля), космологии (эволюция ранней Вселенной и теория электрослабых взаимодействий). На втором этапе научной деятельности он занимался исследованиями в области физики конденсированного состояния. И. В. Криве принадлежит решение ряда проблем, касающихся теории твёрдого тела, в частности низкоразмерных систем, сильно коррелированных электронов и квантового транспорта заряда и тепла в мезоскопических нормальных и сверхпроводящих системах, а также электродинамики систем Пайерлса — Фрёлиха и наномагнетизма. Целый ряд предсказанных в его работах новых физических явлений и эффектов, таких как аномальная температурная зависимость проводимости молекулярных транзисторов на основе однослойных углеродных наностручков, осцилляции Аароновая-Бома в проводниках с волной зарядовой плотности, макроскопическое квантовое туннелирование в малых антиферромагнитных частицах, получили экспериментальное подтверждение.
И. В. Криве были получены следующие научные результаты: Построена солитонная теория квазиодномерных пайерлсовских систем с волной зарядовой плотности. Предложен механизм электростатического конфайнмента солитон — антисолитонных пар для объяснения проводимости систем Пайерлса. Показано, что волна зарядовой плотности Фрёлиха является проявлением киральной аномалии в электрическом поле. Предсказан эффект макроскопического квантового туннелирования вектора Нееля в маленьких антиферромагнитных частицах. Построена теория персистентных токов в мезоскопическом одномерном кольце взаимодействующих электронов. Теоретически вычислил аномальную температурную зависимость персистентного тока для моделей Латтинжера и модели вигнеровского кристалла. Предсказал особенности проявления резонансного туннелирования в осцилляциях Ааронова — Бома персистентного тока в баллистическом режиме. Вычислил величину сверхпроводящего тока в контактах нормальный металл/сверхпроводник/нормальный металл с учетом взаимодействия электронов и сильной спин-орбитальной связи в нормальной области.
И. В. Криве соавтор 11 научных обзоров, посвящённых актуальным проблемам теоретической физики — суперсимметрии в квантовой механике, дробного заряда в квантовой теории поля и физике твёрдого тела, электродинамике проводников с волной зарядовой плотности, физическим свойствам углеродных нанотрубок и наностручков, резонансному туннелированию электронов в квантовых точках.

## Избранные публикации
И. В. Криве автор и соавтор более 200 научных работ. Наиболее важные статьи:
1. Krive I.V. , Linde A.D. On the vacuum stability in sigma model (англ.) // Nuclear Physics B. — 1976. — Vol. 117, no. 1. — P. 265—268. — doi:10.1016/0550-3213(76)90573-3.
2. Генденштейн Л. Э., Криве И. В. Суперсимметрия в квантовой механике // УФН. — 1985. — Т. 146, вып. 8. — С. 553–590. — doi:10.3367/UFNr.0146.198508a.0553.
3. Криве И. В., Рожавский А. С. Дробный заряд в квантовой теории поля и физике твердого тела // УФН. — 1987. — Т. 152, вып. 5. — С. 33–74. — doi:10.3367/UFNr.0152.198705b.0033.
4. Krive I.V., Zaslavsky O.B. Macroscopic quantum tunnelling in antiferromagnets (англ.) // J.Phys.: Cond. Matt. — 1990. — Vol. 2, no. 47. — P. 9457—9462. — doi:10.1088/0953-8984/2/47/020.
5. Bogachek E.N., Krive I.V. , Kulik I.O., Rozhavsky A.S. Instanton Aharonov-Bohm effect and macroscopic quantum coherence in charge-density-wave systems (англ.) // Phys. Rev. B. — 1990. — Vol. 42. — P. 7614—7617. — doi:10.1103/PhysRevB.42.7614.
6. Krive I.V., Naftulin S.A. Dynamical symmetry breaking and phase transitions in a three-dimensional Gross-Neveu model in a strong magnetic field (англ.) // Phys. Rev. D. — 1992. — Vol. 46. — P. 2737—2740. — doi:10.1103/PhysRevD.46.2737.
7. Krive I.V., Kadigrobov A.M., Shekhter R.I., Jonson M. Influence of the Rashba effect on the Josephson current through a superconductor/Luttinger liquid/superconductor tunnel junction (англ.) // Phys. Rev. B. — 2005. — Vol. 71. — P. 214516—1 - 214516-11. — doi:10.1103/PhysRevB.71.214516.
8. Krive I.V., Shekhter R.I., Jonson M. Carbon «peapods»— a new tunable nanoscale graphitic structure (англ.) // Low Temperature Physics. — 2006. — Vol. 32. — P. 887—905. — doi:10.1063/1.2364474.
9. Krive I.V., Gorelik L.Y., Shekhter R.I., Jonson M. Chiral symmetry breaking and the Josephson current in a ballistic superconductor-quantum wire-superconductor junction (англ.) // Low Temperature Physics. — 2003. — Vol. 30. — P. 398—404. — doi:10.1063/1.1739160.
10. Utko P., Ferone R., Krive I.V., Shekhter R.I., Jonson M., Monthioux M., Noé L. Nanoelectromechanical coupling in fullerene peapods probed by resonant electrical transport experiments (англ.) // Nature Communications. — 2010. — Vol. 1. — P. 37(1-6). — doi:10.1038/ncomms1034.
11. Parafilo A.V., Krive I.V., Shekhter R.I., Park Y.W., Jonson M. Polaronic effects and thermally enhanced weak superconductivity (англ.) // Phys.Rev.B. — 2014. — Vol. 89. — P. 115138(1-5). — doi:10.1103/PhysRevB.89.115138.
12. Kulinich S.I., Gorelik L.Y., Kalinenko A.N., Krive I.V., Shekhter R.I., Park Y.W., Jonson M. Single-electron shuttle based on electron spin (англ.) // Phys. Rev. Lett. — 2014. — Vol. 112. — P. 117206(1-5). — doi:10.1103/PhysRevLett.112.117206.
13. Ilinskaya O.A., Kulinich S.I., Krive I.V., Shekhter R.I., Park Y.W.,  Jonson M. Shuttling of spin polarized electrons in molecular transistors (англ.) // Synthetic Metals. — 2016. — Vol. 216. — P. 83—87. — doi:10.1016/j.synthmet.2015.11.001.
14. Ilinskaya O.A., Kulinich S.I., Krive I.V., Shekhter R.I., Park Y.W., Jonson M. Mechanically induced thermal breakdown in magnetic shuttle structures // New Journal of Physics. — 2018. — Vol. 20. — P. 063036(1-11).

## Награды
- Государственная премия Украины в области науки и техники (2006)[5].
- Премия имени Петра Фомина Института теоретической физики им. М. М. Боголюбова (2020)[11].
- Почётная грамота Харьковской облгосадминистрации[12].